# Salade de pissenlit
La salade de pissenlit est une salade à base d'herbes sauvages (pissenlits), de lardons cuits et/ou d'œufs mollets, dont la zone d'expansion se concentre essentiellement dans l'est de la France, la Belgique gaumaise, le Luxembourg, la Sarre en Allemagne, la Suisse et l'Autriche. Deux tendances se dessinent : la variante avec assaisonnement froid et la variante chaude-froide. La récolte a lieu au tout début du printemps.

## Salade avec assaisonnement froid
Les appellations régionales traditionnelles divergent suivant les régions :
- pays lyonnais et stéphanois : salade de barabans ; salade de groin d'âne[2] ;
- Savoie et Franche-Comté : salade de cramaillots ;
- Hautes-Vosges : pissenlits en chaude meurotte ;
- Suisse romande : salade de dents-de-lion ;
- canton du Jura et Jura bernois : salade de cramias.

## Salade avec assaisonnement chaud
La différence avec la variante froide est minime et importante à la fois. Les ingrédients sont identiques, mais c'est au moment de servir que la vinaigrette est faite dans la poêle chaude avec la graisse du lard frit. On verse cette vinaigrette directement sur les pissenlits. Les œufs durs doivent également être chauds. Dans certaines régions, comme le Morvan, on ajoute également des lardons grillés et/ou des croûtons dorés, aillés ou pas. On pratique également cette recette dans le reste de la Bourgogne.
Les appellations sont ici très diverses car on se trouve sur la frontière linguistique germano-romane. 
- En Lorraine romane : les « chîye-en-lit[5] » (Lorraine mosellane), les « peuhhanlit », « pehholés », « peuhholeus[6] » (Lorraine mosellane et centrale), les « pohhèlèyes », ou « pohhélés[7] » (Vosges).
- En Lorraine germanophone et en Sarre : Bettsèichersalat, Bettschissersalat, Bettsächersalat, Bettseechetsalot[8],[9].
- Au Luxembourg : Bettseecheschzalot[10].
- En Alsace[11] : Bettsaichersalat, Bettbrunzersalat, Brunzersalat[12].
- En Autriche : Röhrlsalat[13].

Il ne faut pas la confondre la salade au lard des Ardennes, ou de Thiérache, où la place de la pomme de terre rivalise avec celle des pissenlits.

### Les variantes selon les régions
Dans le canton de Vaud, on remplace volontiers le lard par du foie de volaille rissolé, mais on ne verse pas l'huile de cuisson sur la salade. Il y a un peu de yaourt dans la sauce de salade. La présence d’œufs durs est très généralisée quelle que soit la région, puisque le plat peut faire office de plat principal, accompagné de pain ou de pommes de terre. Suivant les régions, on ajoute des oignons et/ou de l'ail.
Bien que plus éloigné de la façade est de la France, le pays rennais pratique aussi la salade de pissenlits dits gras, avec ou sans œufs durs. On verse les lardons frits et la graisse dégagée par la cuisson sur la salade avant de servir.
Quand on consulte les plus grands sites de recettes de cuisine allemands, à la rubrique « salade de pissenlits », la recette sarroise et palatine revient fréquemment. Elle partage avec la Gaume, l'Autriche et la Lorraine septentrionale, l'association de la pomme de terre chaude, soit en accompagnement, soit directement mélangée à la salade. Les Gaumais ont la « touffâye » avec salade de pissenlits, les Champenois servent également avec des pommes de terre en robe des champs et utilisent du vinaigre de champagne, et les Autrichiens mélangent les tranches de pommes de terre chaudes à la salade de pissenlits dans leur Röhrlsalat mit Erdäpfeln.
En terre francique lorraine et sarroise, la sauce de salade comporte des oignons frits en plus des lardons. Juste avant de verser la sauce sur les pissenlits, on ajoute une cuiller à soupe de farine et un peu de bouillon de bœuf dans la poêle, on touille bien et on verse sur la salade. Cette version n'a pas systématiquement d'œufs durs.
Dans le Tarn, on utilise le foie salé, le fetge, pour agrémenter la salade de pissenlit au lieu du lard. Quelques divergences apparaissent néanmoins : l'huile de cuisson du foie n'est pas conservée, on déglace certes la poêle avec du vinaigre, mais on rajoute dans le saladier deux sortes de vinaigres[Lesquelles ?] et de l'huile d'olive pour l'assaisonnement.

### Lorraine: Salâde de pohhèlèye à la chaude meurotte
En Lorraine, la même salade est dite « à la chaude meurotte ». La « meurotte » (et ses variantes phonétiques « meuråtte », « meuratte », « muratte » ou « merette ») est le nom régional pour la pâte liquide que l'on utilise pour faire les crêpes et les beignets. Il désigne également une vinaigrette particulière, sans huile ajoutée, avec du lard frit et du vinaigre mélangés ou, éventuellement, du lard frit complété par du beurre.
Pour certaines salades, les Lorrains réalisent une sauce vinaigrette plus tiède que chaude, mais il faut absolument que le mariage froid-chaud soit réussi pour savourer cette recette très populaire, et toujours pratiquée de nos jours, à la saison des pissenlits. Comme pour certains plats très ancrés dans la culture culinaire lorraine, il n'est pas concevable d'acheter des pissenlits chez un commerçant ou dans un supermarché pour faire cette salade : elle s'intègre dans une démarche plus globale qui commence avec le ramassage des pissenlits dans les champs, le nettoyage et la préparation du plat. C'est l'occupation d'une après-midi, couronnée par un plat partagé en famille,. Cela procède du même esprit que la cueillette de champignons ou de myrtilles. On aime le résultat culinaire de sa journée dans la nature.
C'est d'autant plus vrai que les pissenlits du commerce sont étonnamment longs, comme ceux de Flandre ou de Montmagny. Cela n'a rien à voir avec les pohhèlèyes des champs. Cela dit, il ne faut pas généraliser car, dans certaines régions de France pratiquant cette salade, ils peuvent avoir une taille impressionnante. Dans ce cas, on coupe les feuilles.
Autrefois, les anciens disaient qu'ils attendaient avec impatience la saison des pissenlits car ils faisaient une « cure de pissenlits ». On prêtait au pissenlit une vertu diurétique et nettoyante pour le corps. Les analyses bioalimentaires modernes semblent corroborer les vertus médicinales du pissenlit.

#### Recette
Ingrédients :
- 400 g de pissenlits nettoyés ;
- 3 œufs durs à maintenir chauds ;
- 200 g de lard ou de poitrine fumée ;
- sel, poivre ;
- 2 cuillères à soupe de vinaigre de vin ;
- Moutarde (facultatif) ;
- Huile ou saindoux suivant la quantité de graisse rejetée par la cuisson des lardons.

Faire cuire les œufs durs de telle sorte qu'ils soient chauds au moment de servir. Les écaler et les couper en morceaux et les ajouter aux pissenlits, juste avant de verser la vinaigrette. Faire frire les lardons dans une poêle avec ou sans graisse préalable. Compléter avec de l'huile ou du saindoux si le lard n'a pas trop donné de graisse pour la vinaigrette chaude. La poêle ayant servi à frire les lardons est déglacée avec du vinaigre. Remuer la poêle pour homogénéiser la vinaigrette, et verser chaud ou tiède, sur les pissenlits. La vinaigrette n'a pas besoin d'être trop chaude, la chaleur altérant les pissenlits ; c'est meilleur tiède.